# Ней (Хунсрюк)
Ней (нем. Ney) — община в Германии, в земле Рейнланд-Пфальц.
Входит в состав района Рейн-Хунсрюк. Подчиняется управлению Эммельсхаузен. Население составляет 385 человек (на 31 декабря 2010 года). Занимает площадь 5,61 км².
Город подразделяется на 4 городских района.